# Karl Markt

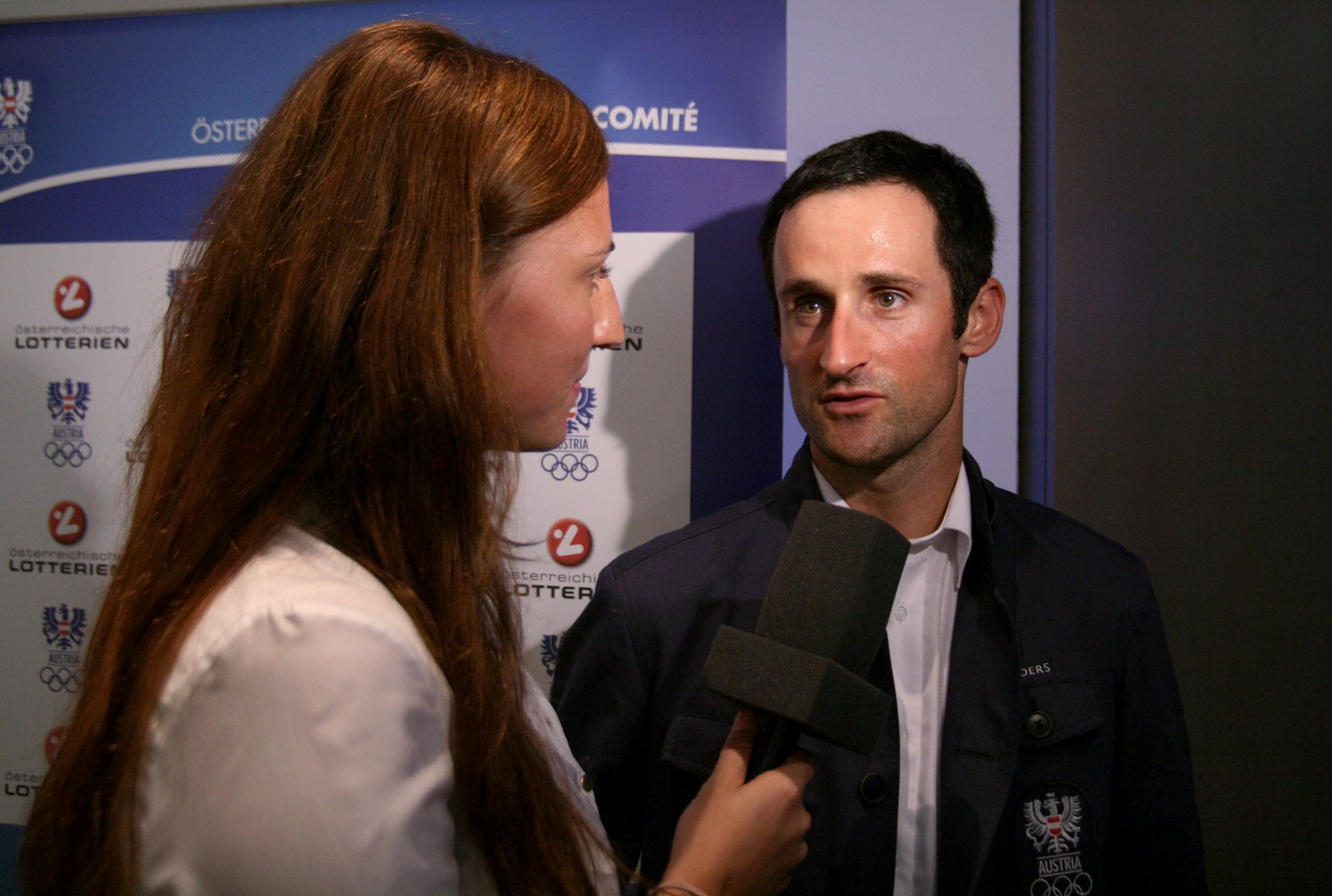
Karl Markt im Interview mit Mirna Jukić (2012)

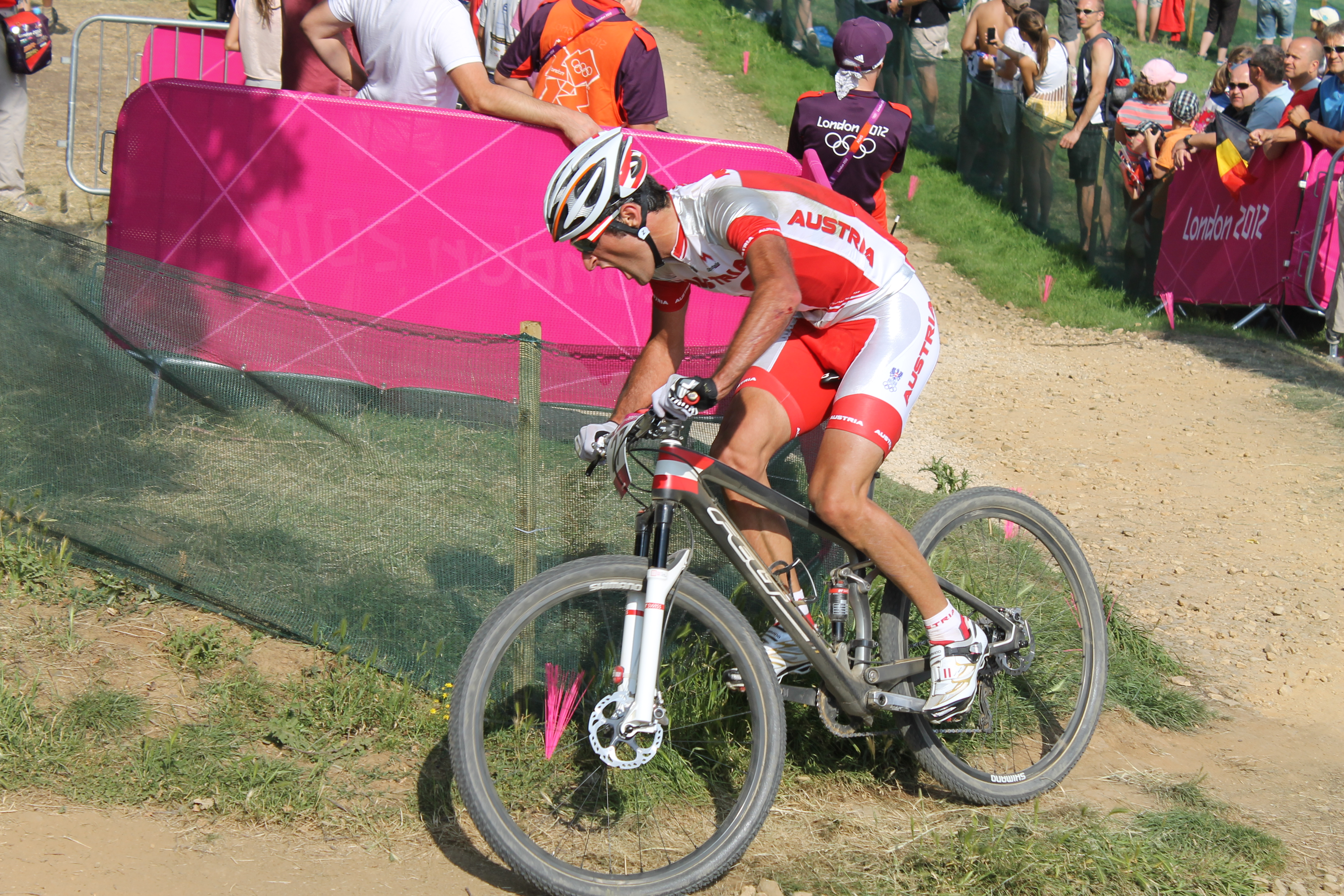
Karl Markt (OS 2012)

Karl Markt (* 8. März 1980 in Zams) ist ein österreichischer Mountainbiker und mehrfacher Staatsmeister im Cross-Country.

## Werdegang
Sportlich begann Markt im Ski Alpin, wo er 1995 den Österreichischen Meistertitel im Super-G holen konnte. Mit dem Mountainbikesport begann Markt im Alter von 15 Jahren.
Seine Hauptdisziplin ist das olympische Cross-Country XCO. Seine ersten Erfolge erzielte er jedoch im Mountainbike-Marathon XCM, wo er 2005 und erneut 2007 Staatsmeister wurde. Im XCO ist Markt sechsfacher Gewinner der Gesamtwertung der Mountainbikeliga Austria. 2011 wurde er erstmals Staatsmeister im XCO, es folgten zwei Titel im Jahr 2016 und zuletzt 2020.
Im Jahr 2012 nahm Karl Markt für die österreichische Mannschaft zusammen mit Elisabeth Osl und Alexander Gehbauer an den Olympischen Sommerspielen in London teil und belegte Platz 20.

## Erfolge
| 2005 - Staatsmeister Marathon 2007 - Staatsmeister Marathon 2009 - Gesamtwertung MTB-Liga Austria 2010 - Gesamtwertung MTB-Liga Austria 2011 - Staatsmeister Cross-Country - Gesamtwertung MTB-Liga Austria - Cyprus-Sunshinecup | 2012 - Gesamtwertung MTB-Liga Austria 2013 - Gesamtwertung MTB-Liga Austria 2014 - Gesamtwertung MTB-Liga Austria 2016 - Staatsmeister Cross-Country - Gesamtwertung MTB-Liga Austria 2017 - Salcano MTB Cup (HC) 2020 - Staatsmeister Cross-Country |